# 阿部茂夫

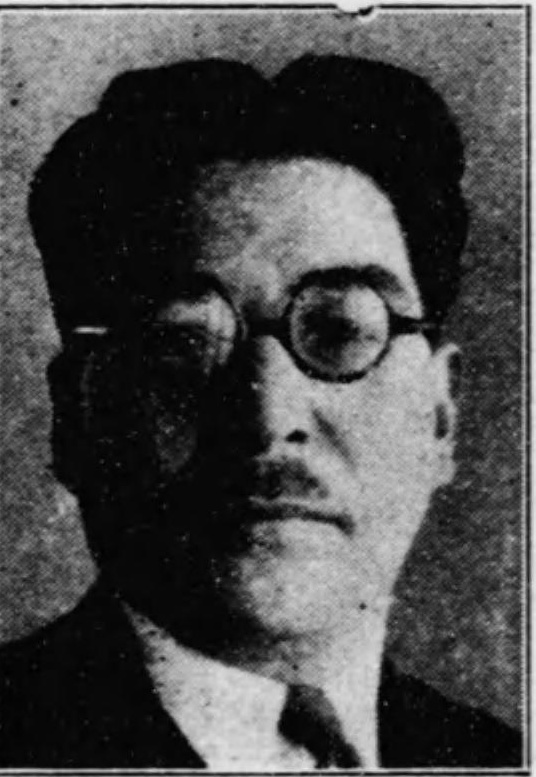
阿部茂夫

阿部 茂夫（あべ しげお、1892年（明治25年）1月3日 - 1960年（昭和35年）8月3日）は、大正から昭和期の教育者、政治家。衆議院議員。

## 経歴
徳島県徳島市富田浦町に生まれる。1912年（明治45年）徳島県師範学校を卒業し、徳島県名東郡沖洲尋常高等小学校訓導、津田尋常高等小学校訓導、津田水産補修学校訓導を務めた。1919年（大正8年）早稲田大学政経科を修了。
古河鉱業（現古河機械金属）に入社し、1922年（大正11年）労働事情調査のためアメリカ合衆国へ派遣されイェール大学で学んだ。1927年（昭和2年）に帰国後、社会民衆党に入党した。1930年（昭和5年）全国民民衆党の結成に参画し中央委員に就任。以後、全国労農大衆党常任中央執行委員・国際部長、同教育部長、社会大衆党常任中央委員・市民委員長、市民団体連合会長などを務めた。また、盈進学園教員を務め、乗合自動車業の経営も行った。
1937年（昭和12年）東京市会議員に選出され、同参事会員も務めた。同年4月、第20回衆議院議員総選挙に東京府第4区から社会大衆党公認で出馬して当選し、衆議院議員に1期在任した。
戦後、盈進学園校長を務めた。1949年（昭和24年）1月の第24回総選挙に東京都第7区から日本社会党公認で立候補したが落選した。